# 4C星表
4C星表（英語：Fourth Cambridge Survey，4C）是使用4C陣列在178 MHz下量測的天體電波源的天體目錄。它由劍橋大學的電波天文學組提供，分為兩部分出版：1965年（赤緯 +20至+40）和1967年（赤緯 -7 至+ 20 和+40 to +80）。本目錄中的條目使用首碼「4C」，後跟赤緯度數：使用一個連綴符號「-」，然後後跟該來源的赤緯座標，例如4C-06.23。
使用孔徑合成科技的4C陣列可以可靠地將通量密度約為2Jy的電波源定位在赤經的0.35弧分和赤緯的2.5弧分以內。